# 长白岩菖蒲
长白岩菖蒲（学名：Tofieldia coccinea）是岩菖蒲科岩菖蒲属的植物。分布在日本、美国、俄罗斯、朝鲜以及中国大陆的安徽、吉林南部等地，生长于海拔1,800米至2,400米的地区，一般生长在湿原、草甸和岩石缝中，目前尚未由人工引种栽培。